# Edwy Plenel
Hervé Edwy Plenel (Nantes, 31 d'agost de 1952) és un periodista polític francès.
D'ençà el 2008, com a president i cofundador del diari electrònic d'informació i d'opinió Mediapart, ha estat un personatge essencial en la divulgació de diversos escàndols com ara els casos Woerth-Bettencourt, Cahuzac, Aquilino Morelle i Sarkozy-Kadhafi, i alhora en investigacions internationals com els Football Leaks o els Malta Files.

## Biografia
Plenel va passar la seva infància en Martinica i la seva joventut a Algèria. De tornada a França el 1970, va abandonar els seus estudis universitaris (a l'Institut d'Estudis Polítics de París) per dedicar-se a la militància política en les files de la Lliga Comunista Revolucionària, una organització trotskista.
La seva carrera professional va començar en el diari Rouge el 1976. Va continuar, després del servei militar, a Le Matin de Paris. El 1980 va ser contractat a Le Monde i s'hi va quedar allí durant vint-i-cinc anys. Primer encarregat de l'educació (1980-1982), va seguir després les qüestions de policia i de seguretat (1982-1990) i llavors va ser reporter (1991) abans de dirigir el servei d'nformacions generals (1992-1994).
Entre 1996 i 2004 va dirigir Le Monde. En desacord amb altres dirigents del diari sobre els riscos d'una pèrdua de la seva independència, va dimitir de les seves responsabilitats el novembre de 2004, abans de deixar definitivament de Le Monde el 31 d'octubre de 2005.
Dos anys més tard, el 2007, anuncia el llançament de Mediapart, un diari totalment digital, participatiu i independent, que veu la llum el 16 de març de 2008. És el director de publicació. Sense publicitat, vivint només d'abonaments dels seus lectors i refent el reconeixement per les seves investigacions independents, Mediapart va sobrepassar els 100.000 abonats el 2014.